# Bojong Gede (West-Java)
Bojong Gede is een bestuurslaag in het regentschap Bogor van de provincie West-Java, Indonesië. Bojong Gede telt 43.272 inwoners (volkstelling 2010).